# 斐波那契数

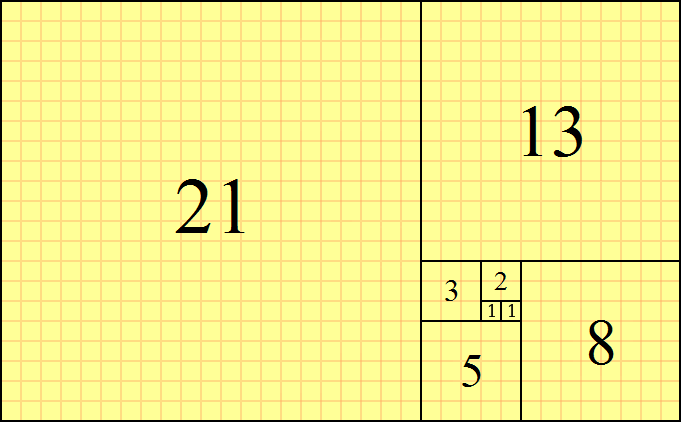
以斐波那契數為邊的正方形拼成的近似的黃金矩形(1:1.618)

費波那契數（意大利语：Numero di Fibonacci），又譯為菲波拿契數、菲波那西數、斐氏數、黃金分割數、費氏數列。所形成的數列稱為費波那契數列（意大利语：Successione di Fibonacci），又譯為菲波拿契數列、菲波那西數列、斐氏數列、黃金分割數列、費氏數列。這個數列是由意大利數學家斐波那契在他的《算盤書》中提出。
在數學上，斐波那契數是以遞歸的方法來定義：
- {\displaystyle F_{0}=0}
- {\displaystyle F_{1}=1}
- {\displaystyle F_{n}=F_{n-1}+F_{n-2}}（{\displaystyle n\geqq 2}）

用白話文來說，就是斐波那契數列由0和1開始，之後的斐波那契數就是由之前的兩數相加而得出。首幾個斐波那契數是：
1、 1、 2、 3、 5、 8、 13、 21、 34、 55、 89、 144、 233、 377、 610、 987……（OEIS數列A000045）
特別指出：0 不是第一項，而是第零項（{\displaystyle F_{0}}）。

## 起源
公元1150年印度數學家Gopala和金月在研究箱子包裝物件長宽剛好為1和2的可行方法數目時，首先描述這個數列。在西方，最先研究這個數列的人是比薩的李奧納多（意大利人斐波那契Leonardo Fibonacci, 1175－1250），他描述兔子生長的數目時用上了這數列：

兔子对的数量就是斐波那契数列

- 第一個月初有一對剛誕生的兔子
- 第二個月之後（第三個月初）牠們可以生育
- 每月每對可生育的兔子會誕生下一對新兔子
- 兔子永不死去

假設在{\displaystyle n}月有兔子總共{\displaystyle a}對，{\displaystyle n+1}月總共有{\displaystyle b}對。在{\displaystyle n+2}月必定總共有{\displaystyle a+b}對：因為在{\displaystyle n+2}月的時候，前一月（{\displaystyle n+1}月）的{\displaystyle b}對兔子可以存留至第{\displaystyle n+2}月（在當月屬於新誕生的兔子尚不能生育）。而新生育出的兔子對數等於所有在{\displaystyle n}月就已存在的{\displaystyle a}對

斐波纳契数是杨辉三角的每一条红色对角线上数字的和。

斐波纳契数也是杨辉三角形（即帕斯卡三角形）的每一条红色对角线上数字的和。

## 表達式
為求得斐波那契數列的一般表達式，可以藉助線性代數的方法。高中的初等數學知識也能求出。

### 初等代數解法
已知：
- {\displaystyle a_{1}=1}
- {\displaystyle a_{2}=1}
- {\displaystyle a_{n}=a_{n-1}+a_{n-2}}（n≥3）

#### 首先構建等比數列
設{\displaystyle a_{n}+\alpha a_{n-1}=\beta (a_{n-1}+\alpha a_{n-2})}
化簡得
{\displaystyle a_{n}=(\beta -\alpha )a_{n-1}+\alpha \beta a_{n-2}}

比較係數可得：

{\displaystyle {\begin{cases}\beta -\alpha =1\\\alpha \beta =1\end{cases}}}

不妨設{\displaystyle \beta >0,\alpha >0}

解得：

{\displaystyle {\begin{cases}\alpha ={\dfrac {{\sqrt {5}}-1}{2}}\\\beta ={\dfrac {{\sqrt {5}}+1}{2}}\end{cases}}}

又因为有{\displaystyle a_{n}+\alpha a_{n-1}=\beta (a_{n-1}+\alpha a_{n-2})}，
即{\displaystyle \left\{a_{n}+\alpha a_{n-1}\right\}}為等比數列。

#### 求出數列{an+αan-1}
由以上可得：

{\displaystyle {\begin{aligned}a_{n+1}+\alpha a_{n}&=(a_{2}+\alpha a_{1})\beta ^{n-1}\\&=(1+\alpha )\beta ^{n-1}\\&=\beta ^{n}\\\end{aligned}}}

變形得：
{\displaystyle {\frac {a_{n+1}}{\beta ^{n+1}}}+{\frac {\alpha }{\beta }}\cdot {\frac {a_{n}}{\beta ^{n}}}={\frac {1}{\beta }}}。
令{\displaystyle b_{n}={\frac {a_{n}}{\beta ^{n}}}}

#### 求數列{bn}進而得到{an}
{\displaystyle b_{n+1}+{\frac {\alpha }{\beta }}b_{n}={\frac {1}{\beta }}}

設{\displaystyle b_{n+1}+\lambda =-{\frac {\alpha }{\beta }}(b_{n}+\lambda )}，解得{\displaystyle \lambda =-{\frac {1}{\alpha +\beta }}}。
故數列{\displaystyle \left\{b_{n}+\lambda \right\}}為等比數列

即{\displaystyle b_{n}+\lambda =\left(-{\frac {\alpha }{\beta }}\right)^{n-1}\left(b_{1}+\lambda \right)}。而{\displaystyle b_{1}={\frac {a_{1}}{\beta }}={\frac {1}{\beta }}}，
故有{\displaystyle b_{n}+\lambda =\left(-{\frac {\alpha }{\beta }}\right)^{n-1}\left({\frac {1}{\beta }}+\lambda \right)}

又有{\displaystyle {\begin{cases}\alpha ={\dfrac {{\sqrt {5}}-1}{2}}\\\beta ={\dfrac {{\sqrt {5}}+1}{2}}\end{cases}}}
和{\displaystyle b_{n}={\frac {a_{n}}{\beta ^{n}}}}

可得{\displaystyle a_{n}={\frac {\sqrt {5}}{5}}\cdot \left[\left({\frac {1+{\sqrt {5}}}{2}}\right)^{n}-\left({\frac {1-{\sqrt {5}}}{2}}\right)^{n}\right]}
得出{\displaystyle {a_{n}}}表達式
，稱比內公式(Binet's Formula)
{\displaystyle a_{n}={\frac {\sqrt {5}}{5}}\cdot \left[\left({\frac {1+{\sqrt {5}}}{2}}\right)^{n}-\left({\frac {1-{\sqrt {5}}}{2}}\right)^{n}\right]}

### 用數學歸納法證明表達式
證明{\displaystyle F_{n}={\frac {1}{\sqrt {5}}}[\varphi ^{n}-(1-\varphi )^{n}]}，其中{\displaystyle \varphi }為黃金比例{\displaystyle {\frac {1+{\sqrt {5}}}{2}}}，{\displaystyle n}為任意整數
- 若{\displaystyle n}為非負整數

當{\displaystyle n=0}時，{\displaystyle {\frac {1}{\sqrt {5}}}[\varphi ^{0}-(1-\varphi )^{0}]={\frac {1}{\sqrt {5}}}[1-1]=0=F_{0}}，成立
當{\displaystyle n=1}時，{\displaystyle {\frac {1}{\sqrt {5}}}[\varphi ^{1}-(1-\varphi )^{1}]={\frac {1}{\sqrt {5}}}[\varphi -1+\varphi ]={\frac {1}{\sqrt {5}}}[2\varphi -1]={\frac {1}{\sqrt {5}}}\times {\sqrt {5}}=1=F_{1}}，成立
設當{\displaystyle n=k}及{\displaystyle n=k+1}時皆成立，即{\displaystyle F_{k}={\frac {1}{\sqrt {5}}}[\varphi ^{k}-(1-\varphi )^{k}]}且{\displaystyle F_{k+1}={\frac {1}{\sqrt {5}}}[\varphi ^{k+1}-(1-\varphi )^{k+1}]}
當{\displaystyle n=k+2}時
{\displaystyle {\begin{aligned}F_{k+2}&=F_{k+1}+F_{k}\\&={\frac {1}{\sqrt {5}}}[\varphi ^{k+1}-(1-\varphi )^{k+1}]+{\frac {1}{\sqrt {5}}}[\varphi ^{k}-(1-\varphi )^{k}]\\&={\frac {1}{\sqrt {5}}}[\varphi ^{k+1}+\varphi ^{k}-(1-\varphi )^{k+1}-(1-\varphi )^{k}]\\&={\frac {1}{\sqrt {5}}}\left\{\varphi ^{k}({\color {brown}\varphi +1})-(1-\varphi )^{k}[{\color {green}(1-\varphi )+1}]\right\}\\&={\frac {1}{\sqrt {5}}}\left\{\varphi ^{k}({\color {brown}\varphi ^{2}})-(1-\varphi )^{k}[{\color {green}(1-\varphi )^{2}}]\right\}\\&={\frac {1}{\sqrt {5}}}\left\{\varphi ^{k+2}-(1-\varphi )^{k+2}\right\}\\\end{aligned}}}
亦成立
- 若{\displaystyle n}為非正整數

當{\displaystyle n=0}時，成立
當{\displaystyle n=-1}時，{\displaystyle {\frac {1}{\sqrt {5}}}[{\color {brown}\varphi ^{-1}}-{\color {green}(1-\varphi )^{-1}}]={\frac {1}{\sqrt {5}}}[({\color {brown}\varphi -1})-({\color {green}-\varphi })]={\frac {1}{\sqrt {5}}}[2\varphi -1]={\frac {1}{\sqrt {5}}}\times {\sqrt {5}}=1=F_{-1}}，成立
設當{\displaystyle n=-k}及{\displaystyle n=-k-1}時皆成立，即{\displaystyle F_{-k}={\frac {1}{\sqrt {5}}}[\varphi ^{-k}-(1-\varphi )^{-k}]}且{\displaystyle F_{-k-1}={\frac {1}{\sqrt {5}}}[\varphi ^{-k-1}-(1-\varphi )^{-k-1}]}
當{\displaystyle n=-k-2}時
{\displaystyle {\begin{aligned}F_{-k-2}&=F_{-k}-F_{-k-1}\\&={\frac {1}{\sqrt {5}}}[\varphi ^{-k}-(1-\varphi )^{-k}]-{\frac {1}{\sqrt {5}}}[\varphi ^{-k-1}-(1-\varphi )^{-k-1}]\\&={\frac {1}{\sqrt {5}}}[\varphi ^{-k}-\varphi ^{-k-1}-(1-\varphi )^{-k}+(1-\varphi )^{-k-1}]\\&={\frac {1}{\sqrt {5}}}\left\{\varphi ^{-k-1}({\color {brown}\varphi -1})-(1-\varphi )^{-k-1}[{\color {green}(1-\varphi )-1}]\right\}\\&={\frac {1}{\sqrt {5}}}\left\{\varphi ^{-k-1}({\color {brown}\varphi ^{-1}})-(1-\varphi )^{-k-1}[{\color {green}(1-\varphi )^{-1}}]\right\}\\&={\frac {1}{\sqrt {5}}}\left\{\varphi ^{-k-2}-(1-\varphi )^{-k-2}\right\}\\\end{aligned}}}
亦成立
因此，根據數學歸納法原理，此表達式對於任意整數{\displaystyle n}皆成立

### 線性代數解法
{\displaystyle {\begin{pmatrix}F_{n+2}\\F_{n+1}\end{pmatrix}}={\begin{pmatrix}1&1\\1&0\end{pmatrix}}\cdot {\begin{pmatrix}F_{n+1}\\F_{n}\end{pmatrix}}}
{\displaystyle {\begin{pmatrix}F_{n+2}&F_{n+1}\\F_{n+1}&F_{n}\end{pmatrix}}={\begin{pmatrix}1&1\\1&0\end{pmatrix}}^{n+1}}
稱為「斐波那契Q矩陣」(Fibonacci Q-Matrix)

#### 構建一個矩陣方程
設{\displaystyle J_{n}}為第{\displaystyle n}個月有生育能力的兔子數量，{\displaystyle A_{n}}為這一月份的兔子數量。
{\displaystyle {J_{n+1} \choose A_{n+1}}={\begin{pmatrix}0&1\\1&1\end{pmatrix}}\cdot {J_{n} \choose A_{n}},}
上式表達了兩個月之間，兔子數目之間的關係。而要求的是，{\displaystyle A_{n+1}}的表達式。

#### 求矩陣的特徵值：λ
根据特征值的计算公式，我们需要算出来 {\displaystyle {\begin{vmatrix}-\lambda &1\\1&1-\lambda \\\end{vmatrix}}=0} 所对应的解。
展开行列式有：{\displaystyle -\lambda (1-\lambda )-1\times 1=\lambda ^{2}-\lambda -1}。
故當行列式的值為 0，解得 {\displaystyle \lambda _{1}={\frac {1}{2}}(1+{\sqrt {5}})} 或 {\displaystyle \lambda _{2}={\frac {1}{2}}(1-{\sqrt {5}})}。

#### 特徵向量
將兩個特徵值代入
{\displaystyle \left({\begin{pmatrix}0&1\\1&1\end{pmatrix}}-\lambda \cdot E\right)\cdot {\vec {x}}=0}

求特徵向量{\displaystyle {\vec {x}}}得
{\displaystyle {\vec {x}}_{1}}={\displaystyle {\begin{pmatrix}1\\{\frac {1}{2}}(1+{\sqrt {5}})\end{pmatrix}}}
{\displaystyle {\vec {x}}_{2}}={\displaystyle {\begin{pmatrix}1\\{\frac {1}{2}}(1-{\sqrt {5}})\end{pmatrix}}}

#### 分解首向量
第一個月的情況是兔子一對，新生0對。
{\displaystyle {J_{1} \choose A_{1}}={\begin{pmatrix}0\\1\end{pmatrix}}}
將它分解為用特徵向量表示。
{\displaystyle {\begin{pmatrix}0\\1\end{pmatrix}}={\frac {1}{\sqrt {5}}}\cdot {\begin{pmatrix}1\\{\frac {1}{2}}(1+{\sqrt {5}})\end{pmatrix}}-{\frac {1}{\sqrt {5}}}\cdot {\begin{pmatrix}1\\{\frac {1}{2}}(1-{\sqrt {5}})\end{pmatrix}}}  （4）

#### 用數學歸納法證明
從
{\displaystyle {J_{n+1} \choose A_{n+1}}={\begin{pmatrix}0&1\\1&1\end{pmatrix}}\cdot {J_{n} \choose A_{n}}}={\displaystyle \lambda \cdot {J_{n} \choose A_{n}}}
可得到
{\displaystyle {J_{n+1} \choose A_{n+1}}={\begin{pmatrix}0&1\\1&1\end{pmatrix}}^{n}\cdot {J_{1} \choose A_{1}}=\lambda ^{n}\cdot {J_{1} \choose A_{1}}}  （5）

#### 化簡矩陣方程
將（4） 代入 （5）
{\displaystyle {J_{n+1} \choose A_{n+1}}=\lambda ^{n}\cdot \left[{\frac {1}{\sqrt {5}}}\cdot {\begin{pmatrix}1\\{\frac {1}{2}}(1+{\sqrt {5}})\end{pmatrix}}-{\frac {1}{\sqrt {5}}}\cdot {\begin{pmatrix}1\\{\frac {1}{2}}(1-{\sqrt {5}})\end{pmatrix}}\right]}
根據3
{\displaystyle {J_{n+1} \choose A_{n+1}}={\frac {1}{\sqrt {5}}}\cdot \lambda _{1}^{n}\cdot {\begin{pmatrix}1\\{\frac {1}{2}}(1+{\sqrt {5}})\end{pmatrix}}-{\frac {1}{\sqrt {5}}}\cdot \lambda _{2}^{n}\cdot {\begin{pmatrix}1\\{\frac {1}{2}}(1-{\sqrt {5}})\end{pmatrix}}}

#### 求A的表達式
現在在6的基礎上，可以很快求出{\displaystyle A_{n+1}}的表達式，將兩個特徵值代入6中
{\displaystyle A_{n+1}={\frac {1}{\sqrt {5}}}\cdot \lambda _{1}^{n+1}-{\frac {1}{\sqrt {5}}}\cdot \lambda _{2}^{n+1}}
{\displaystyle A_{n+1}={\frac {1}{\sqrt {5}}}\cdot (\lambda _{1}^{n+1}-\lambda _{2}^{n+1})}
{\displaystyle A_{n+1}={\frac {1}{\sqrt {5}}}\cdot \left\{\left[{\frac {1}{2}}\left(1+{\sqrt {5}}\right)\right]^{n+1}-\left[{\frac {1}{2}}(1-{\sqrt {5}})\right]^{n+1}\right\}}（7）
（7）即為{\displaystyle A_{n+1}}的表達式

### 數論解法
實際上，如果將斐波那契數列的通項公式寫成{\displaystyle a_{n}-a_{n-1}-a_{n-2}=0}，即可利用解二階線性齊次遞迴關係式的方法，寫出其特徵多項式{\displaystyle \lambda ^{2}-\lambda -1=0}（該式和表達斐波那契數列的矩陣的特徵多項式一致），然後解出{\displaystyle \lambda _{1}}={\displaystyle {\frac {1}{2}}(1+{\sqrt {5}})}，{\displaystyle \lambda _{2}}={\displaystyle {\frac {1}{2}}(1-{\sqrt {5}})}，即有{\displaystyle a_{n}=c_{1}\lambda _{1}^{n}+c_{2}\lambda _{2}^{n}}，其中{\displaystyle c_{1},c_{2}}为常数。我们知道{\displaystyle a_{0}=0,a_{1}=1}，因此{\displaystyle {\begin{cases}c_{1}+c_{2}=0\\{\frac {c_{1}(1+{\sqrt {5}})}{2}}+{\frac {c_{2}(1-{\sqrt {5}})}{2}}=1\end{cases}}}，解得{\displaystyle c_{1}={\frac {1}{\sqrt {5}}},c_{2}=-{\frac {1}{\sqrt {5}}}}。

### 組合數解法
{\displaystyle F_{n}=\sum _{i=0}^{\infty }{\binom {n-i}{i}}}
{\displaystyle F_{n-1}+F_{n}=\sum _{i=0}^{\infty }{\binom {n-1-i}{i}}+\sum _{i=0}^{\infty }{\binom {n-i}{i}}=1+\sum _{i=1}^{\infty }{\binom {n-i}{i-1}}+\sum _{i=1}^{\infty }{\binom {n-i}{i}}=1+\sum _{i=1}^{\infty }{\binom {n+1-i}{i}}=\sum _{i=0}^{\infty }{\binom {n+1-i}{i}}=F_{n+1}}

### 黃金比例恆等式解法
設{\displaystyle \varphi }為黃金比例{\displaystyle {\frac {1+{\sqrt {5}}}{2}}}，則有恆等式{\displaystyle \varphi ^{n}=F_{n-1}+\varphi F_{n}}與{\displaystyle (1-\varphi )^{n}=F_{n+1}-\varphi F_{n}}，其中{\displaystyle n}為任意整數，則
{\displaystyle {\begin{aligned}\varphi ^{n}-(1-\varphi )^{n}&=(F_{n-1}+\varphi F_{n})-(F_{n+1}-\varphi F_{n})\\&=(F_{n-1}-F_{n+1})+2\varphi F_{n}\\&=-F_{n}+2\varphi F_{n}\\&=F_{n}(2\varphi -1)\\&=F_{n}\times {\sqrt {5}}\\\end{aligned}}}
因此得到{\displaystyle F_{n}}的一般式：
{\displaystyle {\begin{aligned}F_{n}&={\frac {1}{\sqrt {5}}}[\varphi ^{n}-(1-\varphi )^{n}]\\&={\frac {1}{\sqrt {5}}}\left[({\frac {1+{\sqrt {5}}}{2}})^{n}-({\frac {1-{\sqrt {5}}}{2}})^{n}\right]\\\end{aligned}}}
此一般式對任意整數{\displaystyle n}成立

### 近似值
當{\displaystyle n}為足夠大的正整數時，则
{\displaystyle F_{n}\approx {\frac {1}{\sqrt {5}}}\varphi ^{n}={\frac {1}{\sqrt {5}}}\cdot \left[{\frac {1}{2}}\left(1+{\sqrt {5}}\right)\right]^{n}\approx 0.4472135955\cdot 1.61803398875^{n}}
{\displaystyle F_{-n}\approx -{\frac {1}{\sqrt {5}}}(1-\varphi )^{-n}=-{\frac {1}{\sqrt {5}}}\cdot \left[{\frac {1}{2}}\left(1-{\sqrt {5}}\right)\right]^{-n}\approx -0.4472135955\cdot (-0.61803398875)^{-n}}

### 用計算機求解
可通過編程觀察斐波那契數列。分為兩類問題，一種已知數列中的某一項，求序數。第二種是已知序數，求該項的值。
可通過遞歸遞推的算法解決此兩個問題。
事實上當{\displaystyle n}相當巨大的時候，O（n）的遞推/遞歸非常慢……這時候要用到矩陣快速幂這一技巧，可以使遞迴加速到O(logn)。

## 和黃金分割的關係
開普勒發現數列前、後兩項之比{\displaystyle {\frac {1}{2}},{\frac {2}{3}},{\frac {3}{5}},{\frac {5}{8}},{\frac {8}{13}},{\frac {13}{21}},{\frac {21}{34}},\cdots }，也組成了一個數列，會趨近黃金分割：
{\displaystyle {\frac {f_{n+1}}{f_{n}}}\approx a={\frac {1}{2}}(1+{\sqrt {5}})=\varphi \approx 1{.}618{...}}
斐波那契數亦可以用連分數來表示：
{\displaystyle {\frac {1}{1}}=1\qquad {\frac {2}{1}}=1+{\frac {1}{1}}\qquad {\frac {3}{2}}=1+{\frac {1}{1+{\frac {1}{1}}}}\qquad {\frac {5}{3}}=1+{\frac {1}{1+{\frac {1}{1+{\frac {1}{1}}}}}}\qquad {\frac {8}{5}}=1+{\frac {1}{1+{\frac {1}{1+{\frac {1}{1+{\frac {1}{1}}}}}}}}}
{\displaystyle F_{n}={\frac {1}{\sqrt {5}}}\left[\left({\frac {1+{\sqrt {5}}}{2}}\right)^{n}-\left({\frac {1-{\sqrt {5}}}{2}}\right)^{n}\right]={\varphi ^{n} \over {\sqrt {5}}}-{(1-\varphi )^{n} \over {\sqrt {5}}}}
而黃金分割數亦可以用無限連分數表示：
{\displaystyle \varphi =1+{\frac {1}{1+{\frac {1}{1+{\frac {1}{1+{\frac {1}{1+...}}}}}}}}}
而黃金分割數也可以用無限多重根號表示：
{\displaystyle \varphi ={\sqrt {1+{\sqrt {1+{\sqrt {1+{\sqrt {1+...}}}}}}}}}

## 和自然的關係

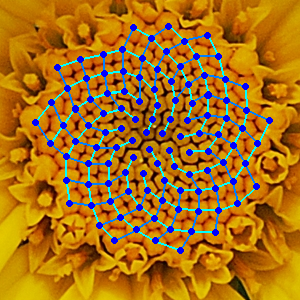
春黄菊的頭狀花序上，小花呈螺旋狀排列，從不同方向可以數出21（深藍）和13（淺藍）條旋臂，為相鄰的斐氏數。類似的螺旋狀排列見於多種植物。

斐氏數列見於不同的生物學現象，如樹的分枝、葉在枝條上的排列、菠蘿聚花果上小單果的排列、雅枝竹的花蕾、正在舒展的蕨葉、松毬的鱗的排列、蜜蜂的家族樹。开普勒曾指出斐氏數列存在於自然界，並以此解釋某些花的五邊形形態（與黄金分割率相關）。法國菊的「瓣」（舌狀花）數通常為斐氏數。1830年，K. F. Schimper和A. Braun發現植物的旋生葉序中，連續兩塊葉之間轉過的角度與周角之比，約成整數比時，常出現斐氏數，如{\displaystyle 2/5}或{\displaystyle 5/13}。

## 恆等式
資料來源：
證明以下的恆等式有很多方法。以下會用組合論述來證明。
- {\displaystyle F_{n}}可以表示用多個1和多個2相加令其和等於{\displaystyle n}的方法的數目。

不失一般性，我們假設{\displaystyle n\geq 1}，{\displaystyle F_{n+1}}是計算了將1和2加到n的方法的數目。若第一個被加數是1，有{\displaystyle F_{n}}種方法來完成對{\displaystyle n-1}的計算；若第一個被加數是2，有{\displaystyle F_{n-1}}來完成對{\displaystyle n-2}的計算。因此，共有{\displaystyle F_{n}+F_{n-1}}種方法來計算n的值。
- {\displaystyle F_{0}+F_{1}+F_{2}+F_{3}+...+F_{n}=F_{n+2}-1}

計算用多個1和多個2相加令其和等於{\displaystyle n+1}的方法的數目，同時至少一個加數是2的情況。
如前所述，當{\displaystyle n>0}，有{\displaystyle F_{n+2}}種這樣的方法。因為當中只有一種方法不用使用2，就即{\displaystyle 1+1+...+1}　（{\displaystyle n+1}項），於是我們從{\displaystyle F_{n+2}}減去1。
1. 若第1個被加數是2，有{\displaystyle F_{n}}種方法來計算加至{\displaystyle n-1}的方法的數目；
2. 若第2個被加數是2、第1個被加數是1，有{\displaystyle F_{n-1}}種方法來計算加至{\displaystyle n-2}的方法的數目。
3. 重複以上動作。
4. 若第{\displaystyle n+1}個被加數為2，它之前的被加數均為1，就有{\displaystyle F_{0}}種方法來計算加至0的數目。

若該數式包含2為被加數，2的首次出現位置必然在第1和{\displaystyle n+1}的被加數之間。2在不同位置的情況都考慮到後，得出{\displaystyle F_{n}+F_{n-1}+...+F_{0}}為要求的數目。
- {\displaystyle F_{1}+2F_{2}+3F_{3}+...+nF_{n}=nF_{n+2}-F_{n+3}+2}

- {\displaystyle F_{1}+F_{3}+F_{5}+...+F_{2n-1}=F_{2n}}
- {\displaystyle F_{2}+F_{4}+F_{6}+...+F_{2n}=F_{2n+1}-1}
- {\displaystyle {F_{1}}^{2}+{F_{2}}^{2}+{F_{3}}^{2}+...+{F_{n}}^{2}=F_{n}F_{n+1}}
- {\displaystyle {F_{1}}^{3}+{F_{2}}^{3}+{F_{3}}^{3}+\cdots +{F_{n}}^{3}={\frac {3F_{n+1}^{2}F_{n}-F_{n+1}^{3}-F_{n}^{3}+1}{2}}}[13]
- {\displaystyle F_{1}F_{2}+F_{2}F_{3}+F_{3}F_{4}+\cdots +F_{2n}F_{2n+1}={F_{2n+1}}^{2}-1}
- {\displaystyle F_{1}F_{2}+F_{2}F_{3}+F_{3}F_{4}+\cdots +F_{2n+1}F_{2n+2}={F_{2n+2}}^{2}}
- {\displaystyle F_{n}F_{m-k}-F_{m}F_{n-k}=(-1)^{n-k}F_{m-n}F_{k}}，其中{\displaystyle m,n,k}與{\displaystyle F}的序數皆不限於正整數。[註 2]
  - 特別地，當{\displaystyle n=m-k}時，{\displaystyle {F_{n}}^{2}-F_{n+k}F_{n-k}=(-1)^{n-k}{F_{k}}^{2}}
    - 更特別地，當{\displaystyle k=1}或{\displaystyle k=-1}時，對於數列連續三項，有{\displaystyle {F_{n}}^{2}-F_{n-1}F_{n+1}=(-1)^{n-1}}

  - 另一方面，當{\displaystyle (m,n,k)=(n+1,n,-2)}時，對於數列連續四項，有{\displaystyle F_{n}F_{n+3}-F_{n+1}F_{n+2}=(-1)^{n+1}}[註 3]
- {\displaystyle \varphi ^{n}=F_{n-1}+\varphi F_{n}}且{\displaystyle (1-\varphi )^{n}=F_{n+1}-\varphi F_{n}}，其中{\displaystyle \varphi }為黃金比例{\displaystyle {\frac {1+{\sqrt {5}}}{2}}}，{\displaystyle n}為任意整數[註 1]

藉由上述公式，又可推得以下恆等式：
- - {\displaystyle {F_{m}}{F_{n}}+{F_{m-1}}{F_{n-1}}=F_{m+n-1}}[12]
  - {\displaystyle F_{m}F_{n+1}+F_{m-1}F_{n}=F_{m+n}}[12]特別地，當{\displaystyle m=n}時，{\displaystyle {\begin{aligned}F_{2n-1}&=F_{n}^{2}+F_{n-1}^{2}\\F_{2n}&=(F_{n-1}+F_{n+1})F_{n}\\&=(2F_{n-1}+F_{n})F_{n}\end{aligned}}}

## 數論性質

### 公因數和整除關係
- {\displaystyle F_{n}}整除{\displaystyle F_{m}}，若且唯若{\displaystyle n}整除{\displaystyle m}，其中{\displaystyle n\geqq 3}。
- {\displaystyle \gcd(F_{m},F_{n})=F_{\gcd(m,n)}}
- 任意連續三個菲波那契數兩兩互質，亦即，對於每一個{\displaystyle n}，

{\displaystyle \mathrm {gcd} (F_{n},F_{n+1})=\mathrm {gcd} (F_{n},F_{n+2})=\mathrm {gcd} (F_{n+1},F_{n+2})=1}

### 斐波那契质数
在斐波那契數列中，有質數：
2, 3, 5, 13, 89, 233, 1597, 28657, 514229, 433494437, 2971215073, 99194853094755497, 1066340417491710595814572169, 19134702400093278081449423917……
截至2015年，已知最大的斐波那契質數是第104911個斐波那契數，一共有21925個十進制位。不过，人们仍不知道是不是有无限个斐波那契质数。
如§ 公因數和整除關係所述，{\displaystyle F_{kn}}總能被{\displaystyle F_{n}}整除，故除{\displaystyle F_{4}=3}之外，任何斐氏質數的下標必同為質數。由於存在任意長的一列連續合数，斐氏數列中亦能找到連續任意多項全為合數。
大於{\displaystyle F_{6}=8}的斐氏數，必不等於質數加一或減一。

### 與其他數列的交集
斐波那契数列中，只有3個平方數：0、1、144。2001年，派特·奧蒂洛證明，斐氏數中的次方數衹有有限多個。2006年，Y. Bugeaud、M. Mignotte、S. Siksek三人證明，斐波那契数中的次方數只有0、1、8、144。
1、3、21、55為僅有的斐氏三角形數。Vern Hoggatt曾猜想此結論，後來由罗明證明。
斐波那契數不能為完全数。推而廣之，除1之外，其他斐氏數皆非多重完全數，任兩個斐氏數之比亦不能是完全數。

### 模n的週期性
斐波那契數列各項模{\displaystyle n}的餘數構成週期數列，其最小正週期稱為皮萨诺周期，至多為{\displaystyle 6n}。皮薩諾週期對不同{\displaystyle n}值的通項公式仍是未解問題，其中一步需要求出某個整數（同餘意義下）或二次有限域元素的乘法階數。不過，對固定的{\displaystyle n}，求解模{\displaystyle n}的皮薩諾週期是週期檢測問題的特例。

## 推廣
斐波那西數列是斐波那西n步數列步數為2的特殊情況，也和盧卡斯數列有關。

### 和盧卡斯數列的關係
{\displaystyle F_{n}L_{n}=F_{2n}}

### 反費波那西數列
反費波那西數列的遞歸公式如下：
{\displaystyle G_{n+2}=G_{n}-G_{n+1}}
如果它以1,-1開始，之後的數是：1,-1,2,-3,5,-8, ...
即是{\displaystyle F_{2n+1}=G_{2n+1}=F_{-(2n+1)},F_{2n}=-G_{2n}=-F_{-2n}}，
亦可寫成{\displaystyle F_{m}=(-1)^{m+1}G_{m}=(-1)^{m+1}F_{-m}}，其中{\displaystyle m}是非負整數。
反費波那西數列兩項之間的比會趨近{\displaystyle -{\frac {1}{\varphi }}\approx -0.618}。

#### 證明關係式
證明{\displaystyle F_{m}=(-1)^{m+1}F_{-m}}，其中{\displaystyle m}是非負整數
以{\displaystyle \varphi }表示黃金分割數{\displaystyle {\frac {1+{\sqrt {5}}}{2}}}，則有{\displaystyle \varphi (1-\varphi )=-1}
故{\displaystyle (-1)^{m}=[\varphi (1-\varphi )]^{m}=\varphi ^{m}(1-\varphi )^{m}}，因此
{\displaystyle {\begin{aligned}(-1)^{m+1}F_{-m}&=(-1)^{m+1}\times {\frac {1}{\sqrt {5}}}[\varphi ^{-m}-(1-\varphi )^{-m}]\\&=(-1)\times {\color {brown}(-1)^{m}}\times {\frac {1}{\sqrt {5}}}[\varphi ^{-m}-(1-\varphi )^{-m}]\\&=(-1)\times {\color {brown}\varphi ^{m}(1-\varphi )^{m}}\times {\frac {1}{\sqrt {5}}}[\varphi ^{-m}-(1-\varphi )^{-m}]\\&=(-1)\times {\frac {1}{\sqrt {5}}}[\varphi ^{-m+m}(1-\varphi )^{m}-(1-\varphi )^{-m+m}\varphi ^{m}]\\&=(-1)\times {\frac {1}{\sqrt {5}}}[(1-\varphi )^{m}-\varphi ^{m}]\\&={\frac {1}{\sqrt {5}}}[\varphi ^{m}-(1-\varphi )^{m}]\\&=F_{m}\\\end{aligned}}}

### 巴都萬數列
費波那西數列可以用一個接一個的正方形來表現，巴都萬數列則是用一個接一個的等邊三角形來表現，它有{\displaystyle P_{n}=P_{n-2}+P_{n-3}}的關係。

### 佩爾數列
佩爾數列的遞歸公式為{\displaystyle P_{n}=2P_{n-1}+P_{n-2}}，前幾項為0,1,2,5,12,29,70,169,408,...

## 應用
1970年，尤裏·馬季亞謝維奇指出了偶角標的斐波那契函數
{\displaystyle y=F_{2x}}
正是滿足Julia Robison假設的丟番圖函數，因而證明了希爾伯特第十問題是不可解的。

### 電腦科學
最左一條路徑上的鍵值全為斐氏數。

高為6的斐波那契樹。平衡因子以綠色標記，節點的高度則為紅色。最左一條路徑上的鍵值全為斐氏數。

- 考慮以輾轉相除法求兩個正整數的最大公因數，分析此算法的運行時間。同等輸入規模下，最壞情況（用時最長）發生於輸入為兩個相鄰斐氏數時。[27]
- 归并排序算法有一多相（polyphase）版本用到斐氏數列，是將未排序的數組分為兩份，長度為相鄰的斐氏數（因此比值接近黃金比）。《计算机程序设计艺术》[页码请求]描述了此種多相合併排序（英语：polyphase merge sort）的實作方法，適用於以磁带机為外存的情況。
- 斐波那契樹是一棵二叉树，其每個節點的左右子树高皆恰好差1。由此，斐氏樹為AVL树，且對固定高度而言，是最少節點的AVL樹。此類樹的節點數可寫成斐氏數減1。[28]
- 某些伪随机数生成器用到斐氏數列。[具体情况如何？]
- 斐波那契堆是一種數據結構，分析其時間複雜度時會用到斐波那契數。
- 斐波那契编码是以01字串表示正整數的一種方法，負斐波那契編碼（英语：NegaFibonacci coding）與之類似，還可以表示負數。

## 延伸閱讀
- KNUTH, D. E. 1997. The Art of Computer ProgrammingArt of Computer Programming, Volume 1: Fundamental Algorithms, Third Edition. Addison-Wesley. Chapter 1.2.8.
- Arakelian, Hrant (2014). Mathematics and History of the Golden Section. Logos, 404 p. ISBN 978-5-98704-663-0, (rus.)
- 克裏福德A皮科夫.數學之戀.湖南科技出版社.

## 外部連結
- 費波那契數，孫智宏（pdf）
- Periods of Fibonacci Sequences Mod m at MathPages
- Scientists find clues to the formation of Fibonacci spirals in nature （页面存档备份，存于）
- Fibonacci Sequence，In Our Time (BBC Radio 4)的《In Our Time》節目。(現在聆聽)
- Hazewinkel, Michiel (编), , , Springer, 2001, ISBN 978-1-55608-010-4